# Ферфакс, Томас, 1-й лорд Ферфакс из Камерона
Томас Ферфакс, 1-й лорд Ферфакс из Камерона (англ. Thomas Fairfax, 1st Lord Fairfax of Cameron; 1560 — 2 мая 1640) — английский дворянин, солдат, дипломат и политик, получивший титул пэра Шотландии.

## Биография
Родился в 1560 году в Билбро, Йоркшир. Старший сын сэра Томаса Ферфакса (1521—1599/1600) из Дентона, Йоркшир, и Дороти Гейл (? — 1595/1596). В молодости он проходил военную службу в Нидерландах, где командовал пехотной ротой под командованием сэра Фрэнсиса Вира. До и после смерти Марии Стюарт, королевы Шотландии, Томас Ферфакс был нанят Елизаветой Тюдор на несколько дипломатических сношений с королем Шотландии Яковом VI Стюартом. Шотландский монарх предложил ему титул, от которого тот отказался. В 1586 году он предложил Якову свои услуги в подавлении мятежа под командованием лорда Максвелла, а после смерти Елизаветы Тюдор Томас Ферфакс вместе с шестью своими ближайшими родственниками был одним из первых англичан, отправившихся в Шотландию, чтобы присягнуть новому королю. Он служил во Франции под началом Роберта Деверё, графа Эссекса, и был посвящен им в рыцари в Руане в 1591 году. Он также был членом парламента от Линкольна (1586), Олдборо (1588) и Йоркшира (1601, 1625).
После восшествия на престол Якова I Стюарта Томас Ферфакс поселился в своем поместье Дентон-Холл близ Илкли. Он разводил лошадей и писал о верховой езде. При вступлении на престол Карла I Стюарта Томас Ферфакс снова стал рыцарем графства от Йоркшир в парламенте 1625 года. Он составил отчет о своих заслугах, и 4 мая 1627 года был назначен лордом Фэрфаксом Камероном в пэры Шотландии. Пожалование титула было облегчено выплатой 1500 фунтов стерлингов.
Томас Ферфакс скончался 2 мая 1640 года. Он был похоронен рядом со своей женой, умершей в 1620 году, в южном трансепте церкви Всех Святых в Отли.

## Семья
В 1582 году Томас Ферфакс женился на Эллен Аск (? — 23 августа 1620), дочери Роберта Аске из Отона, Йоркшир. В качестве члена Совета Севера он был связан с Эдмундом Шеффилдом, графом Малгрейвом, его председателем. Его старший сын Фердинандо Ферфакс, 2-й лорд Фэрфакс Камеронский, женился на дочери Эдмунда Шеффилда, Мэри, в 1607 году. В 1620 году младшие сыновья Ферфакса, Уильям и Джон, служили в английской армией в Нидерландах. В письме Уильяма говорится, что его «седовласый отец» приехал, чтобы присоединиться к ним, купил лошадей и оружие и был принят с уважением за его прежние заслуги. В 1631 году он услышал от их командующего, что оба его сына были убиты при осаде Франкенталя. Два других сына, по утверждению Торсби, умерли насильственной смертью в том же году: Перегрин в Ла-Рошели и Томас в Турции. Генри Ферфакс (четвертый сын) и Чарльз Ферфакс были и другие сыновья.
У Ферфакса было две дочери: Дороти (? — 1655/1656), замужем с 1608 года за сэром Уильямом Констеблем, 1-м баронетом (1590—1655), и Энн (? — 1624), жена сэра Джорджа Уэнтуорта из Вулли.